# 森田克行
森田 克行（もりた かつゆき、1950年〈昭和25年〉 - ）は、日本の考古学者。高槻市立今城塚古代歴史館・同しろあと歴史館特別館長。現在は高槻市文化財アドバイザー。

## 略歴
大阪府高槻市生まれ。大阪府立島上高等学校を卒業。龍谷大学文学部史学科考古学専攻卒業。高槻市教育委員会埋蔵文化財調査センター所長、文化財課長、市教育委員会地域教育監、今城塚古代歴史館館長、歴史系登録博物館2館の特別館長を経て、2021年（令和3年）から高槻市文化財アドバイザー。高槻城跡、安満遺跡、安満宮山古墳、今城塚古墳、闘鶏山古墳、新池埴輪製作遺跡、阿武山古墳、昼神車塚古墳などの調査と研究にかかわる。

## 人物
育ちも高槻市で、高槻城の天守跡に新設された島上高校の時、クラブ活動の考古学クラブで、高槻市にある安満遺跡の環濠で弥生時代の土器を発掘し「まだ濡れたままの壺を手にした時に、とても感動して」考古学の道に進むことを決意した。
龍谷大学で考古学を学び、周囲から「考古学では食べていけないと反対された」が、高槻市立埋蔵文化財調査センターに入所。ちょうど高度経済成長期の開発ラッシュの最中で、数多くの発掘現場を「『一年に十三ヶ月』発掘している毎日（笑）」という多忙な生活だったが、 「発見し、それを書物にまとめ、評価される 過程は大きな喜び」で「成果が遺跡の保存と啓発につながれば最高」と語り、最近では、高槻市と中国大陸を結ぶ水運ルートや古代船、高槻市と天皇陵の関係などを研究している。

## 著書

### 主な編著書
- 『摂津高槻城』（高槻市教育委員会、1983年）
- 『新池』新池埴輪製作遺跡発掘調査報告書（高槻市教育委員会1993年）
- 『今城塚と三島古墳群』（同成社、2006年）
- 『史跡闘鶏山古墳』（高槻市教育委員会、2009年）
- 『よみがえる大王墓　今城塚古墳』（新泉社、2011年）
- 『安満遺跡確認調査報告書』（高槻市教育委員会、2013年）
- 『ふるさと高槻』（郷土出版社、2013年）
- 『高槻城から日本の城を読み解く』（高槻市立しろあと歴史館、2017年）
- 『写真アルバム　高槻市の80年―高槻市市制施行80周年記念出版―』（樹林舎、2023年）

### 主な共著
- 『弥生土器の様式と編年』近畿編Ⅱ（木耳社、1990年）
- 『邪馬台国と安満宮山古墳』（吉川弘文館、1999年）
- 『継体天皇の時代』（吉川弘文館、2008年）
- 『継体天皇二つの陵墓、四つの王宮』（新泉社、2008年）
- 『日本古代の郡衙遺跡』（雄山閣、2009年）
- 『三島と古代淀川水運Ⅰ・Ⅱ』（今城塚古代歴史館、2011年）
- 『天皇陵古墳を考える』（学生社、2012年）
- 『三島弥生文化の黎明』（今城塚古代歴史館、2013年）
- 『たかつきの発掘史をたどる』（今城塚古代歴史館、2015年）

### 主な論文
- 「「銅鏡百枚」考」『東アジアの古代文化』（1999年）
- 「最古の銅鐸をめぐって」『究斑』Ⅱ（埋蔵文化財研究会、2002年）
- 「今城塚古墳と筑紫津｣『大王の棺を運ぶ実験航海』（石棺文化研究会、2007年）
- 「古代の摂津三島」『摂津三島の遺宝』（高槻市立しろあと歴史館、2008年）
- 「新埴輪芸能論｣『埴輪群像の考古学』（青木書店、2008年）
- 「古代のウとウカイの用字」『高槻市文化財年報 平成19・20年度』(高槻市教育委員会、2010年)
- 「秘匿された鎌足墓」『阿武山古墳と牽牛子塚』（今城塚古代歴史館、2012年）
- 「史・資料にみる古代船」『古墳時代の船と水運』（今城塚古代歴史館、2014年）
- 「近世をきりひらいた土木技術―胴木組と枠工法護岸施設―」『江戸の開府と土木技術』（吉川弘文館、2014年）
- 「淀川中流域の弥生遺跡」『淀川中流域の弥生文化』(今城塚古代歴史館、2014年)
- 「鎌足墓と摂津三島の阿威山―乾漆棺、乾漆像の世界と漆部氏―」『藤原鎌足と阿武山古墳』（吉川弘文館、2015年）
- 「摂津国嶋上郡の「郡衙」と河津の「駅」」『律令時代の摂津嶋上郡』（今城塚古代歴史館、2015年）
- 「塚原Ｄ１号墳の黥面人物埴輪―ヒゲとイレズミの統合表現―」『高槻市文化財年報』平成25年度(高槻市教育委員会、2015年)
- 「水運王継体と「磐井の乱」」『継体大王と筑紫君磐井』（今城塚古代歴史館、2016年）
- 「「闘鶏氷室」伝承と阿武山古墳」『日本古代学論叢』（塚口義信先生古希記念会、2016年）
- 「藍原の開発とヤマト王権」『太田茶臼山古墳の時代』（今城塚古代歴史館、2017年）
- 「猿形埴輪の真相」『高槻市文化財年報』平成27年度（2017年）
- 「高槻城修築は「天下泰平」への布石」『天下泰平と高槻城』（高槻市立しろあと歴史館、2017年）
- 「今城塚古墳の1500年」『遺跡学研究』第14号（日本遺跡学会2017年）
- 「安満遺跡にみる初期農耕集落の様相」『初期農耕活動と近畿の弥生社会』（雄山閣、2018年）
- 「倭王権と鵜飼儀礼・序論」『構築と交流の文化史』（雄山閣、2018年）
- 「4世紀から9世紀の日本における造船・航海術」『古代東アジアの航海と宗像・沖ノ島』（2019年）
- 「再論・東奈良銅鐸(改訂版)」 『鋳造遺跡研究資料集』(鋳造遺跡研究会、2021年)
- 「沖縄県与那原の製瓦所見学記ー鉄線挽き造瓦法の追検証ー『高槻市文化財年報』令和元年度　(高槻市、2021年)
- 「私の古代学―高槻市の埋蔵文化財行政と摂津三島の考古学研究(1)・(2)」『古代文化』VOL.71-4、72-1(古代学協会、2021年)
- 「瀬戸内航路の神々と倭王権―住吉・大山積・宗像―」『沖ノ島研究』第九号「神宿る島」（宗像・沖ノ島と関連遺産群保存活用協議会、2023年）
- 「東奈良銅鐸覚書―石製外枠付土製鋳型による製作―」『郵政考古紀要』第79号(通巻88冊)（ 大阪・郵政考古学会、2023年）

### 連載
- 「こちら館長室・こちら特別館長室」第1回～第47回（高槻市立今城塚古代歴史館・高槻市ホームページ、2011年～2017年）
- 「郷土歴史探訪記」1話～100話『ふれあい』第460号～第559号（ＪＡ高槻、2013年～2021年）

## 参考
- ISBN 978-4-7877-1047-5